# Raphaël Tellechea
Raphaël Tellechea (* 4. Mai 1930 in Drancy; † 10. November 2008 in Alès) war ein französischer Fußballspieler.

## Karriere
Der 169 Zentimeter große defensive Mittelfeldspieler Tellechea, der 1930 als Bruder des vier Jahre älteren späteren Nationalspielers Joseph Tellechea zur Welt kam, spielte in seiner Jugend zuerst bei Vereinen aus La Courneuve und Saint-Denis in der Banlieue der französischen Hauptstadt Paris. Anschließend schloss er sich mit dem Stade de l’Est aus Les Pavillons-sous-Bois einem weiteren Vorortverein an, ehe er 1949 zum Erstligisten FC Sochaux wechselte und damit den Sprung in den Profifußball schaffte. Bei den Ostfranzosen nahm er zu einer Zeit, in der Ein- und Auswechslungen noch nicht möglich waren, die Rolle eines Ergänzungsspielers ein und wurde sporadisch in der ersten Elf aufgeboten. 1951 wurde er für ein Jahr an den Zweitligisten CA Paris abgegeben und war bei dem Hauptstadtklub fester Bestandteil der ersten Elf, bis er 1952 nach Sochaux zurückkehrte. 
Nach seiner Rückkehr zu Sochaux avancierte er zum Stammspieler in einer Mannschaft, die 1953 den zweiten Tabellenplatz in der obersten Spielklasse belegte und im selben Jahr die Erstaustragung des zweitrangigen Pokalwettbewerbs Coupe Charles Drago gewann. Die nachfolgenden Spielzeiten über blieb er zumeist Teil der ersten Elf, wobei er während seiner gesamten Zeit in Sochaux an der Seite seines Bruders Joseph spielte. Er hielt dem Verein langfristig die Treue und schaffte mit dem Team den Einzug ins nationale Pokalfinale 1959. Beim Endspiel stand er nicht auf dem Platz und erlebte ein 2:2 seiner Kameraden gegen den Le Havre AC, wodurch ein Wiederholungsspiel notwendig wurde. In ebenjenem erhielt er das Vertrauen der Trainer Gabriel Dormois und Paul Wartel, doch verpasste er durch eine 0:3-Niederlage einen möglichen Titelgewinn. Im Oktober 1959 wurde er an den Zweitligisten Olympique Alès abgegeben, womit er Sochaux nach einem Jahrzehnt den Rücken kehrte. 
Bei Alès war er in einer Mannschaft gesetzt, die sich im Mittelfeld der zweiten Liga wiederfand. Bereits 1960 verließ er den Verein wieder und fand im Ligarivalen Olympique Marseille einen neuen Arbeitgeber. Er gehörte in den meisten Fällen der ersten Elf an und war 1962 am Aufstieg in die erste Liga beteiligt. Dem folgte sein letztes Jahr in der obersten Spielklasse, das 1963 mit dem Abstieg als Tabellenletzter endete. Zu diesem Zeitpunkt beendete der damals 33-Jährige nach 231 Erstligapartien mit 15 Toren sowie 103 Zweitligapartien mit fünf Toren seine Profilaufbahn.